# Martino Megale
Martino Megale, talvolta citato come Megali (San Mauro, ... – Amalfi, luglio 1656), è stato un vescovo cattolico italiano.

## Biografia
Nato a San Mauro in arcidiocesi di Santa Severina, fu parente di Francesco, anche lui futuro prelato, di cui però non si conosce l'esatto grado di parentela.
Il 10 settembre 1646 fu nominato vescovo di Bova da papa Innocenzo X; ricevette l'ordinazione episcopale il successivo 23 settembre dal cardinale Pier Luigi Carafa e dai co-consacranti Alfonso Sacrati, già vescovo di Comacchio, e Ranuccio Scotti Douglas, vescovo di Borgo San Donnino.
Poco tempo dopo aver preso possesso della diocesi, fece avviare i lavori di restauro e ingrandimento della cattedrale di Bova.
Durante un suo viaggio a Roma venne colto dalla peste nei pressi di Amalfi e ivi si spense nel mese di luglio del 1656; la sua salma venne poi tumulata nella chiesa di Santa Maria Maggiore di Amalfi.

## Genealogia episcopale
La genealogia episcopale è:
- Cardinale Guillaume d'Estouteville, O.S.B.Clun.
- Papa Sisto IV
- Papa Giulio II
- Cardinale Raffaele Riario
- Papa Leone X
- Papa Clemente VII
- Cardinale Antonio Sanseverino, O.S.Io.Hieros.
- Cardinale Giovanni Michele Saraceni
- Papa Pio V
- Cardinale Innico d'Avalos d'Aragona, O.S.Iacobi
- Cardinale Scipione Gonzaga
- Patriarca Fabio Biondi
- Papa Urbano VIII
- Cardinale Cosimo de Torres
- Cardinale Pier Luigi Carafa
- Vescovo Martino Megale